# لورين ليفي
لورين ليفي (بالفرنسية: Lorraine Lévy)‏ هي كاتبة سيناريو ومخرجة وممثلة فرنسية، ولدت في 1964 في بولون-بيانكور في فرنسا.

## أعمال

### أفلام
- الابن الآخر[4]

## وصلات خارجية
- لورين ليفي على موقع IMDb (الإنجليزية)
- لورين ليفي على موقع ألو سيني (الفرنسية)
- لورين ليفي على موقع أول موفي (الإنجليزية)
- لورين ليفي على موقع قاعدة بيانات الفيلم (الإنجليزية)
- لورين ليفي على موقع كينوبويسك (الروسية)